# Galassia a spirale

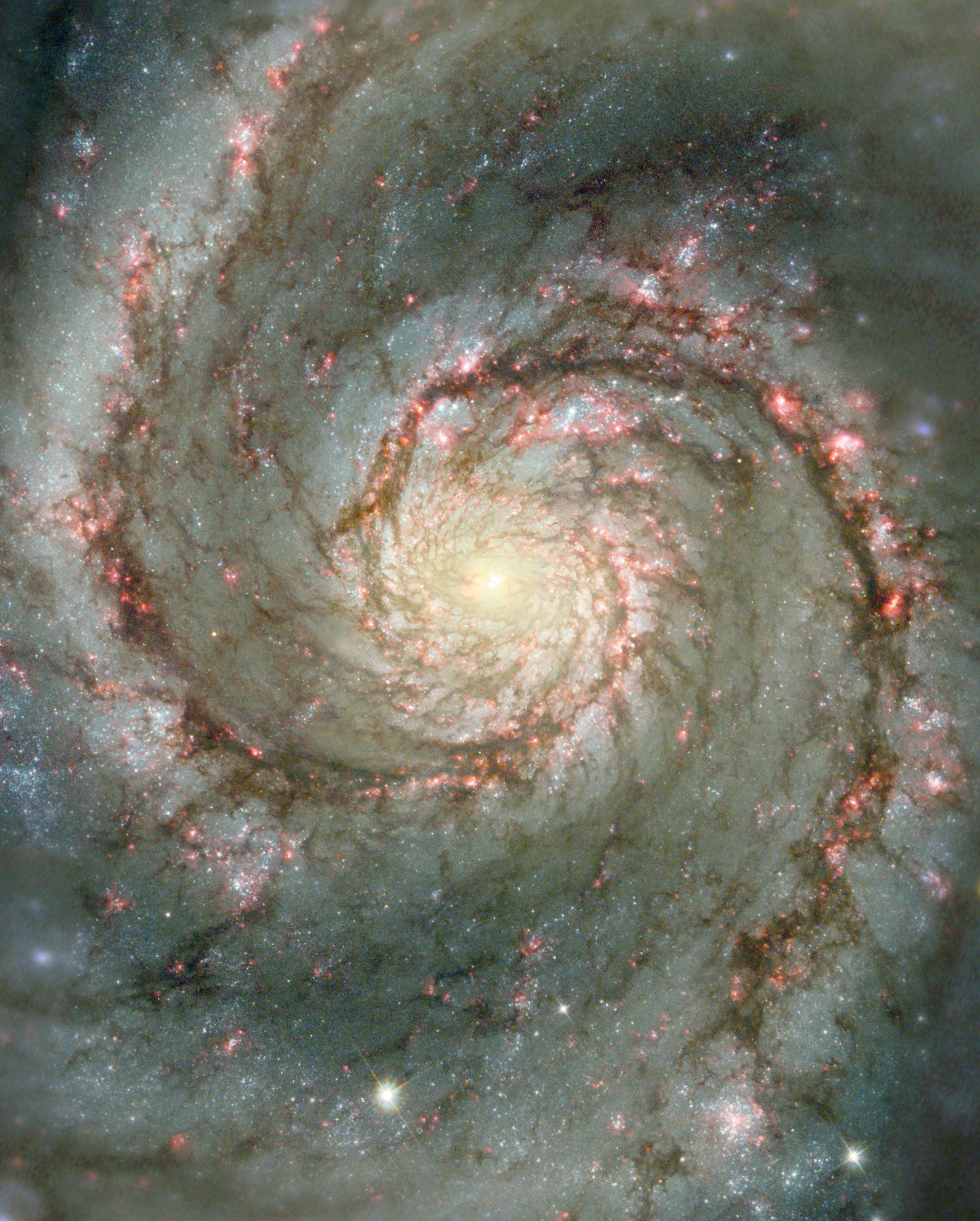
La Galassia Vortice (M51) è un tipico esempio di galassia spirale vista "di faccia".

Una galassia a spirale, o semplicemente galassia spirale, è un tipo di galassia originariamente descritto nel 1936 da Edwin Hubble nella sua pubblicazione The Realm of the Nebulae, e fa di conseguenza parte della sequenza di Hubble.
Le galassie spirali derivano il loro nome dai brillanti bracci sede di un'attività di formazione stellare presenti nel disco galattico, che si estendono come una spirale logaritmica a partire dal bulbo. Questi bracci sono più brillanti del disco circostante per effetto della presenza delle giovani stelle di classe spettrale OB e distinguono le galassie a spirale da quelle lenticolari, il cui disco è privo di bracci.
Il disco delle galassie spirali è in genere circondato da un grande alone sferoidale di stelle di popolazione II, la maggior parte delle quali sono concentrate in ammassi globulari in orbita attorno al centro galattico.
Circa due terzi delle galassie a spirali possiedono una struttura a forma di barra, che si estende dal rigonfiamento centrale, nel punto in cui si staccano i bracci di spirale. La proporzione di galassie a spirale barrate è cambiata nel corso della storia dell'universo; 8 miliardi di anni fa, le barrate rappresentavano solo il 10%, sono salite al 25 % due miliardi e mezzo di anni fa e attualmente rappresentano i due terzi del totale delle galassie nell'universo visibile.

## Struttura
La maggior parte delle galassie a spirale presenta le seguenti caratteristiche:
- consistono di un disco galattico piatto e rotante, che è un agglomerato di stelle giovani di popolazione I, ammassi aperti e nubi di gas e mezzo interstellare;
- Possiedono un rigonfiamento centrale detto bulge (o bulbo), assimilabile ad una piccola galassia ellittica, contenente molte stelle vecchie (la cosiddetta popolazione II), e spesso un buco nero supermassiccio al suo centro;
- sono spesso circondate da un alone, molte delle quali sono raggruppate in ammassi globulari;
- hanno un considerevole momento angolare.

## Caratteristiche

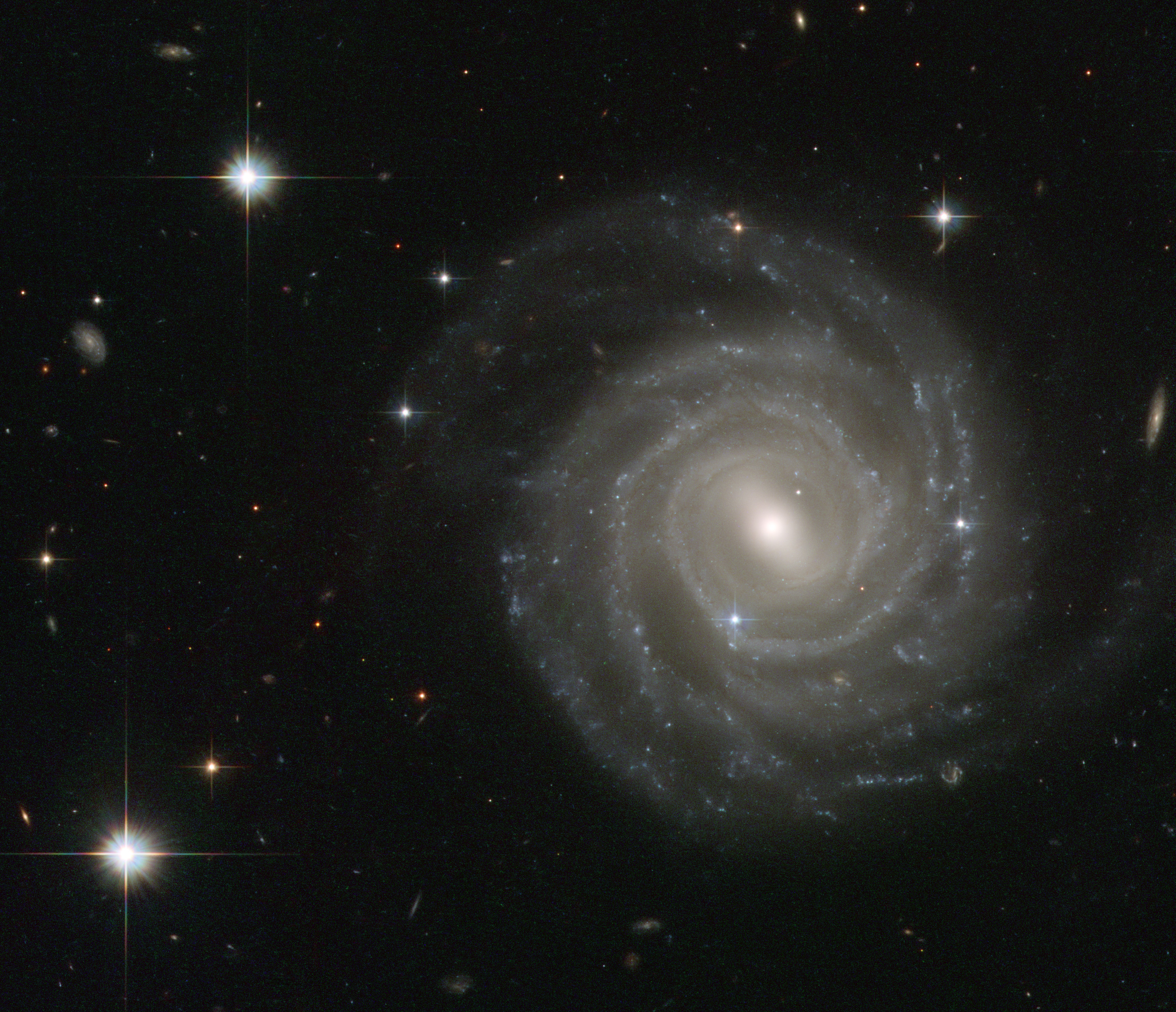
UGC 12158, una galassia a spirale barrata.

La nostra Via Lattea è una galassia a spirale barrata, anche se la barra è di difficile osservazione a causa della posizione della Terra nel disco galattico. L'evidenza della barra nel centro galattico viene da molte recenti osservazioni, incluse quelle del telescopio spaziale Spitzer.
Assieme alle galassie irregolari, le galassie a spirale costituiscono circa il 60% delle galassie dell'Universo attuale. Si trovano per lo più nelle regioni a bassa densità e sono invece rare al centro degli ammassi galattici.
Una peculiare galassia a spirale è la cosiddetta Galassia cometa, membro dell'ammasso di galassie Abell 2667, scoperta il 2 marzo 2007 dal telescopio spaziale Hubble. Si tratta probabilmente di una galassia osservata durante una rapida fase di trasformazione dalla forma a spirale a quella lenticolare.
Uno studio pubblicato a giugno 2017 effettuato con i telescopi ALMA ed Herschel ha evidenziato che le galassie a spirale ruotano più velocemente di quelle ellittiche, con un momento angolare cinque volte maggiore di queste ultime. Lo studio si è concentrato sulle quantità dei gas che precipitano verso la regione centrale delle galassie in formazione. Nelle galassie ellittiche questo processo è molto più rapido. Tale processo di formazione viene successivamente bloccato dalle fughe di gas dovute alla esplosione di supernove, dai venti stellari sino alle energie che si sprigionano dagli eventuali buchi neri che si formano al loro interno. Il momento angolare iniziale viene così controbilanciato e dissipato. Nelle galassie a spirale il processo di addensamento dei gas nella regione centrale è più lento, in tempi comparabili a quelli dell'Universo; la formazione stellare avviene più lentamente ed il momento angolare iniziale viene in tal modo mantenuto. Tale ricerca ha evidenziato come il differente momento angolare e quindi la differenza di velocità della rotazione delle galassie sia correlata alle caratteristiche insite nelle regioni centrali delle galassie in formazione e non, come in precedenza supposto, ad eventi di fusione. 

Uno studio pubblicato nel 2016 ha identificato un tipo particolare di galassia a spirale denominato galassia a spirale superluminosa che si presenta insolitamente di grandi dimensioni, massiccia e luminosa al pari di una galassia ellittica gigante ma con un tasso di formazione stellare elevato, in media 30 masse solari/anno.